# Folke Trana
Folke Karl Emil Trana, född 15 januari 1909 i Valö, död 18 september 1984 i Östhammar, var en svensk lantbrukare och socialdemokratisk politiker.
Trana var ledamot av Sveriges riksdags andra kammare 1961-1970 för Stockholms läns valkrets. 